# Vương Thông (nhà Tùy)
Vương Thông (chữ Hán: 王通, 584 – 617), tên tự là Trọng Yêm, thụy hiệu Văn Trung Tử, ngoại hiệu Vương Khổng Tử, người ở trấn Thông Hóa huyện Long Môn quận Hà Đông, nho gia thời Tùy. Đời sau xưng là "đại nho của một thời", có địa vị nhất định đối với đương thời và hậu thế. Ông suốt đời ở nhà dạy học, học trò ông, nhiều người về sau là danh thần thời Sơ Đường.

## Tiểu sử
Con của Vương Long, sinh vào năm Khai Hoàng thứ 4 đời Tùy Văn Đế, thuộc một nhánh danh gia vọng tộc họ Vương ở Thái Nguyên. Năm 18 tuổi đi thi đỗ tú tài. Năm Nhân Thọ thứ 3 (603), tây du Trường An, gặp Tiết Đạo Hành, yết kiến Tùy Văn Đế, hiến dâng Thái bình thập nhị sách, không được trọng dụng bèn ngâm Đông chinh chi ca mà về. Sau này do sự tiến cử của đồng hương Tiết Đạo Hành được trao chức Thục quận ty Hộ thư tá, Thục vương thị lang, thế nhưng "vứt bỏ chức quan về quê, lấy việc viết sách dạy học nuôi thân", lấy suối Bạch Ngưu núi Hương Bắc làm nhà truyền dạy đồ đệ đủ sống cho riêng mình, có nhiều đệ tử xưng là "Hà Phần môn hạ", "môn nhân lên tới hàng trăm người, chỉ có mười người xuất chúng là Đổng Hằng vùng Hà Nam, Trình Nguyên vùng Nam Dương, Cổ Quỳnh vùng Trung Sơn, Tiết Thu vùng Hà Đông, Diêu Nghĩa vùng Thái Sơn, Ôn Ngạn Bác vùng Thái Nguyên, Đỗ Yêm vùng Kinh Triệu, chỉ có Diêu Nghĩa khảng khái, theo lối Trọng Do; Tiết Thu lí thức, theo lối Trang Chu". Triều đình nhà Tùy bốn lần mời gọi, trọn đời không ra làm quan.
Năm Đại Nghiệp thứ 13 (617) bệnh nặng qua đời ở ngõ Cam Trạch làng Vạn Xuân huyện Long Môn, tư thụy là Văn Trung Tử. Tác phẩm gồm có Tục lục kinh còn gọi là Vương thị lục kinh nay đã thất truyền, cuốn Văn Trung Tử trung thuyết, gọi tắt là Trung thuyết, còn gọi là Văn Trung tử, thì thể lệ, ngôn từ hoàn toàn phỏng theo Luận ngữ, vẫn còn lưu truyền tới nay. Tư Mã Quang khi biên soạn Tư trị thông giám từng khảo chứng tiểu sử Vương Thông, soạn ra trường thiên Văn Trung Tử bổ truyện.
Vương Thông sáng tác cho đến năm 33 tuổi thì qua đời. Em là Vương Tích một trong những thi nhân điền viên nổi tiếng thời Sơ Đường, cháu của ông là Vương Bột một trong tứ kiệt thời Sơ Đường, đệ tử của ông là Ngụy Trưng trở thành danh thần những năm đầu đời Đường Thái Tông. Học thuyết của ông đã để lại ảnh hưởng rất lớn đến Lý học thời Tống sau này. Vương Thông có hai người con trai tên là Vương Phúc Giao và Vương Phúc Chỉ.

## Tư tưởng
Vương Thông tự cho mình là người kế thừa Khổng Tử; ông phần lớn thuật lại lời các nho gia thời Tiên Tần, đề cao thi, thư, lễ ,nhạc, nhân chính, đứa trị, quân quân, thần thần, phụ phụ, tử tử v.v... Trước cục diện ba giáo Nho, Phật, Đạo cùng tồn tại, ông chủ trương "tam giáo quy nhất" (đưa cả ba giáo vào một mối), mà Nho gia là chủ thể. Đối với Phật, Đạo, tuy ông có điều không ưng ý, nhưng cũng không phủ định hoàn toàn. Đối với quỷ thần, thường thường ông giữ thái độ hoài nghi. Ông bắt chước giọng điệu của Khổng Tử, nói: "Con người còn chưa biết rõ, sao đã muốn biết ma quỷ?" (Vương đạo) Trần Thúc Đạt hỏi về đạo quỷ thần, Thầy nói: "Kính mà xa ra" (Thiên địa). "Có người hỏi về đạo trường sinh, thần tiên, Thầy trả lời: Không trau dồi nhân nghĩa, không ăn ở cho hiếu đễ, trường sinh mà làm gì? Quả thật con người ta tham lam quá" (Lễ nhạc). Ông chủ trương: Trước hết hãy nói chuyện người, sau hãy bàn ma quỷ. Quan niệm lịch sử của ông có khuynh hướng phục cổ. Ông chủ trương chế độ tỉnh điền và chế độ phân phong. Sinh trưởng ở phương Bắc, ông cho Bắc triều là chính thống, nên ông tỏ thái độ khẳng định đối với Phù Tần, Bắc Ngụy, không như Khổng Tử "phân biệt Di, Hạ". Về tu dưỡng đạo đức và vấn đề "tri hành", ông có nhiều kiến giải khá hay. Như nói: "Không đau xót nào bằng không được nghe nói đến mình, không nhục nào bằng không biết xấu hổ" (Quan lãng). "Ta chưa từng thấy ai bị chê mà mừng, được khen mà hãi" (Thiên địa). "Lý Mật hỏi về anh hùng, Thầy nói: Tự biết mình là anh, tự thắng mình là hùng" (Chu công), "Tri không bằng hành, hành không bằng giữ cho yên" (Lễ nhạc). Về quan điểm mỹ học, ông chủ trương trọng chất (nội dung), khinh văn (hình thức), phản đối hoa mỹ mà không thiết thực. Những ý kiến ấy được học giả đời Tống, Minh tán thưởng.